# Birhan Nebebew
Birhan Nebebew (ur. 14 sierpnia 1994) – etiopski lekkoatleta specjalizujący się w biegach długich.
Uczestnik Mistrzostw Świata w Biegach Przełajowych 2013 rozgrywanych w Bydgoszczy. W rywalizacji indywidualnej juniorów na dystansie 8 kilometrów zajął 6. pozycję, uzyskując czas biegu 21:42. W klasyfikacji drużynowej juniorów, wspólnie z reprezentacją swojego kraju, zajął 1. miejsce, zdobywając tym samym złoty medal.
Rekordy życiowe: bieg na 10 000 metrów – 27:14,34 (31 maja 2013, Eugene); (14 października 2012, Rennes); bieg na 10 kilometrów – 27:59 (14 października 2012, Rennes); bieg na 15 kilometrów – 43:21 (17 listopada 2013, Stambuł). 

## Osiągnięcia
| Rok  | Impreza                                   | Miejsce   | Konkurencja      | Pozycja     | Wynik |
| ---- | ----------------------------------------- | --------- | ---------------- | ----------- | ----- |
| 2013 | Mistrzostwa świata w biegach przełajowych | Bydgoszcz | bieg juniorów    | 6. miejsce  | 21:42 |
| 2013 | Mistrzostwa świata w biegach przełajowych | Bydgoszcz | drużyna juniorów | 1. miejsce  |       |
| 2016 | Mistrzostwa Afryki w biegach przełajowych | Jaunde    | bieg seniorów    | 10. miejsce | 27:48 |
| 2016 | Mistrzostwa Afryki w biegach przełajowych | Jaunde    | drużyna seniorów | 3. miejsce  |       |